# عبدالقادر کمیل محمد
عبدالقادر کمیل محمد (عربی: عبد القادر كميل محمد؛ زادهٔ ۱ ژوئیه ۱۹۵۱) سیاست‌مدار اهل جیبوتی و نخست‌وزیر این کشور از تاریخ ۱ آوریل ۲۰۱۳ است.